# Sử Hy Nhan
Sử Hy Nhan (chữ Hán: 史希顏; ? - 1421) vốn tên là Trần Hy Nhan, nhưng rất giỏi Sử nên được vua Trần ban cho họ Sử. Ông là nhà văn, nhà sử học nổi tiếng đời nhà Trần trong lịch sử Việt Nam.

## Thân thế
Ông quê ở thôn Ngọc Sơn, xã Bình Lăng Thượng, huyện Phỉ Lộc, Nghệ An phủ nay là xã Đức Thuận, thị xã Hồng Lĩnh, tỉnh Hà Tĩnh. Trại Đầu, nay là xã Sơn Long và Sơn Trà, huyện Hương Sơn và xã Ân Phú, huyện Vũ Quang, tỉnh Hà Tĩnh là quê hương thứ hai của ông, ông đã sinh sống ở đây cuối nửa đời và hậu duệ con cháu ngoại đang thờ ông tới ngày nay. Mộ ông tại cồn Mụ Ả đang do họ Trần ở xã Ân Phú thờ phụng.

## Cuộc đời
Ông đã đỗ đầu kì thi Hội năm Quý Mão (1363), làm quan đến chức Nhập nội hành khiển. Ông phục vụ 3 triều vua Trần Dụ Tông, Trần Nghệ Tông và Trần Duệ Tông.
Các sách Đại Nam nhất thống chí, Thiên Lộc huyện phong thổ chí, Can Lộc huyện chí đều chép ông đỗ Trạng nguyên năm Quý Mão (1363). Phần Quan dư tạp lục trong sách của tiến sĩ Nguyễn Hoằng Nghĩa dẫn sách Sử công di lập ghi rõ Sử Hy Nhan đỗ Trạng nguyên khoa Quý Mão (1363) đời vua Trần Dụ Tông. Sách này cho rằng các tài liệu chép Sử Hy Nhan đỗ vào đời vua Trần Duệ Tông là sai, vì đời Duệ Tông chỉ có khoa thi Giáp Dần (1374), mà khoa thi này Đào Sư Tích đỗ Trạng nguyên.
Nhưng theo gia phổ họ Trần ở xã Ân Phú nơi lưu trữ của hậu duệ họ Trần, thì Trần Khắc Nhượng, tri phủ An Bình, gọi Sử Hy Nhan bằng cao tổ, viết năm 1566 có nội dung rằng"cao tổ húy [là] Huy Nhan [vào thời] tiền triều Trần Duệ Tông thi trúng trạng nguyên...".
Tuy nhiên, Đại Việt sử ký toàn thư và Khâm Định Việt Sử Thông Giám Cương Mục (hai cuốn sử có liệt kê những người đỗ cao của từng kỳ thi thời nhà Trần) đều không nhắc đến một kỳ thi trạng nguyên nào trong thời gian trị vì của Trần Dụ Tông. Hai cuốn sử này cũng không nhắc đến tên hai cha con Sử Hy Nhan trong các ngữ cảnh khác. Về năm 1363, cuốn Đại Việt sử ký toàn thư chỉ ghi:
"Quý Mão, [Đại Trị], năm thứ 6 [1363], (Nguyên Chí Chính năm thứ 23). Mùa xuân, tháng 2, xuống chiếu chọn dân đinh bổ sung quân các lộ. Tháng 3, thi học trò, hỏi văn nghệ để lấy người bổ sung vào quán các. thi lại viên bằng viết chữ, lấy làm thuộc viên các sảnh, viện."
Từ điển bách khoa Việt Nam viết rằng ông"được xem là một trạng nguyên vì đã đỗ đầu kì thi Hội năm Quý Mão (1363)".
Hiện nay có Đền thờ Song Trạng ở xã Đức Thuận, thị xã Hồng Lĩnh được Bộ Văn hóa Thông tin xếp hạng di tích lịch sử - văn hóa cấp Quốc gia.
Dưới thời nhà Hồ ông lui về sống ở quê nhà Ngọc Sơn, mở trường dạy học. Năm 1407, nhà Minh diệt nhà Hồ, cho quan lại đi tìm những ai có tài đức, thông kinh sử, giỏi thơ văn đưa sang Kim Lăng huấn luyện rồi đưa về Đại Việt làm quan cai trị. Thượng thư Hoàng Phúc đích thân đi chiêu dụ cha con Sử Hy Nhan và Sử Đức Huy, hai ông lấy cớ bệnh tật từ chối rồi cùng gia nhân và một số dân làng trốn lên đất Đỗ Gia (nay là Hương Sơn) dựng trại dưới chân núi Mồng Gà sinh sống. Cha con Sử Hy Nhan có công khai phá ruộng đất vùng này. Mọi người truyền lại rằng vùng xã Sơn Long và xã Sơn Trà, huyện Hương Sơn, và xã Ân Phú, huyện Vũ Quang ngày nay đều được khai phá thời Sử Hy Nhan.
Ông mất năm 1421 thời thuộc Minh, không rõ thọ bao nhiêu tuổi.

## Tác phẩm
Có thuyết cho rằng ông là tác giả bộ Đại Việt sử lược.
Sử Hy Nhan là người chăm đọc kinh sách và thường đem các kinh điển trong sách giảng cho vua nghe. Ông cũng có sáng tác. Tác phẩm duy nhất còn lại của ông là bài Trảm xà kiếm phú (斬蛇劍賦 Phú Gươm chém rắn).
Với tác phẩm này, Sử Hy Nhan được coi là một trong những tác giả văn xuôi chữ Hán hiếm hoi của lịch sử văn chương Việt Nam thời kỳ đầu. Bài phú được viết theo một lối dẫn dắt vừa kể, vừa gợi, vừa bình khá hấp dẫn. Đoạn đầu lược kể và khen ngợi công nghiệp dựng nên nhà Hán của Lưu Bang với thanh gươm quý chém rắn mở đường. Kế đó, mượn lời người khác, ông lại phủ nhận ý trên, mà cho rằng: dùng nhân và hòa mà bình được thiên hạ, mới hợp, mới đúng. Qua đó, Sử Hy Nhan đã đề cao đường lối vương đạo - cai trị bằng lòng nhân ái, hòa phục, mà phê phán lối cai trị bằng bá đạo - lấy vũ lực làm phương tiện. Tư tưởng ấy của ông so với đương thời và cả trường kỳ lịch sử quả thực rất táo bạo, tiến bộ, mang đậm tính chất nhân đạo. Kết thúc bài phú, là một bài ca, Sử Hy Nhan viết:
Kiếm này! Kiếm này! Là vật chẳng lành
Thánh nhân túng thế mới dùng mi, đâu phải vật quý
Ôi! Thánh triều ta sùng thượng văn học
Thiên hạ nhất thống, thái bình thịnh trị
Nếu có kiếm chừ, dùng đến mà chi. (1)
Cùng với Hịch tướng sĩ của Trần Quốc Tuấn, Trảm xà kiếm phú của Sử Hy Nhan đã làm cho tư tưởng vương đạo của thời Trần được biểu hiện khá đầy đủ .